# Hans Rey
Hansjörg «No Way» Rey geb. (* 4. Juni 1966 in Kenzingen) ist ein Schweizer Mountainbiker in den Disziplinen Freeride und Trial.
Er wuchs in Emmendingen, Deutschland, auf. Er lebt in Laguna Beach, Kalifornien (USA). Seit 2008 ist er auch amerikanischer Staatsbürger.
Rey gilt als Pionier im Trial und Freeride. Er gewann mehrere Weltmeisterschaften im Trial und war deutscher, Schweizer und US-amerikanischer Meister. Er gewann eine Silbermedaille im Trial bei den ersten ESPN-XGames 1995. 1996 nahm er an der Abschlussfeier der Olympischen Spiele in Atlanta teil. Im Jahre 1997 hörte er mit dem Wettkampfsport auf und nahm sich vor, mit seinem Bike- und Abenteuerteam die Welt zu erkunden. Dazu gründete er das Hans Rey Adventure Team, das bei seinen Expeditionen von einem Kamerateam gefilmt wird.
Rey spielte 1994 in dem Film Tread und 1997/98 in zwei Episoden der Fernsehserie Pacific Blue – Die Strandpolizei mit. 1999 wurde er in die Mountainbike Hall of Fame aufgenommen.
2005 gründete er die Hilfsorganisation Wheels 4 Life, die Fahrräder an Menschen in der Dritten Welt spendet, zum Beispiel an Schüler, Krankenpfleger oder Bauern. Bis Januar 2015 wurden 6900 Fahrräder in 26 Ländern gespendet.

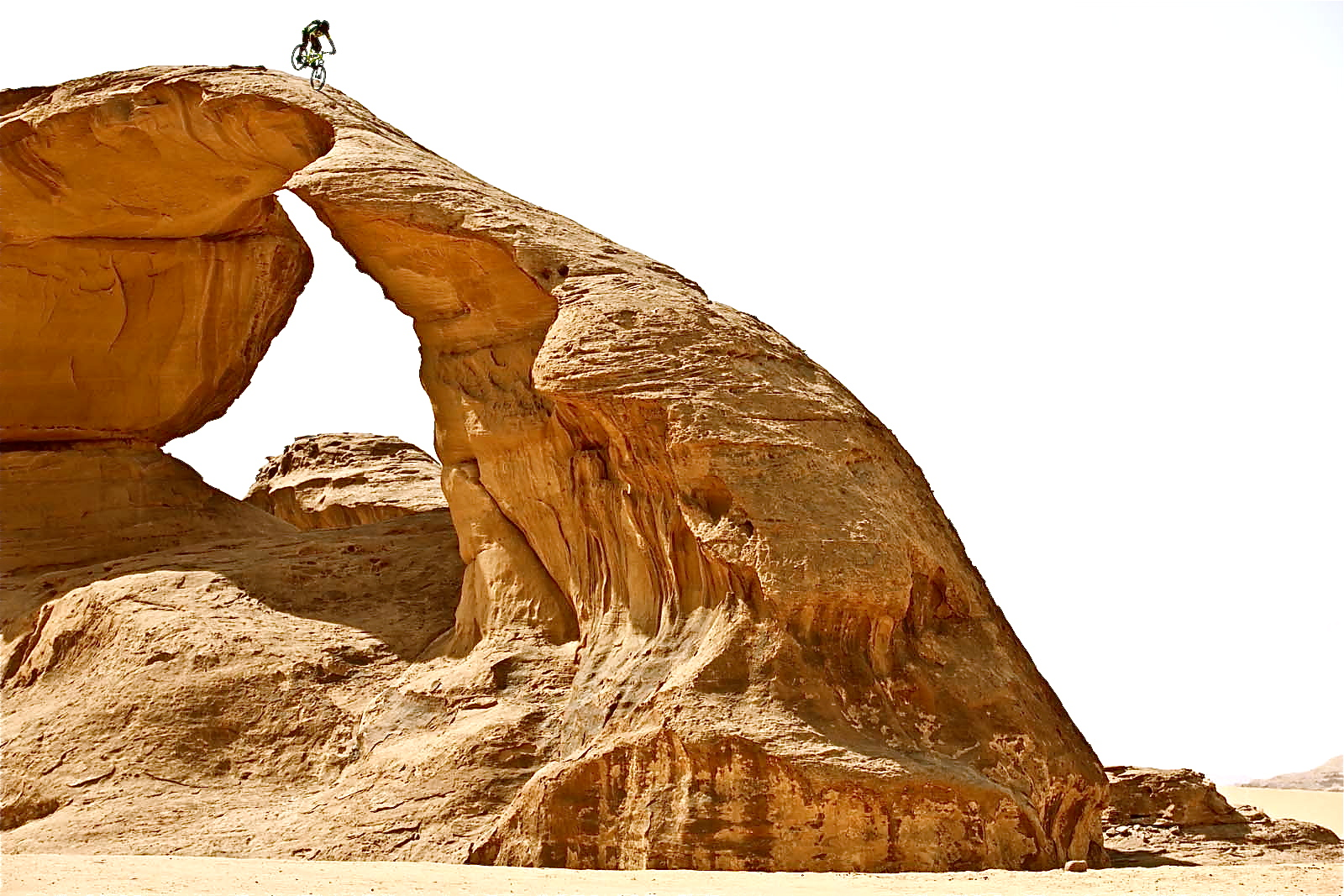
Hans Rey Wadi Rum Desert Jordan
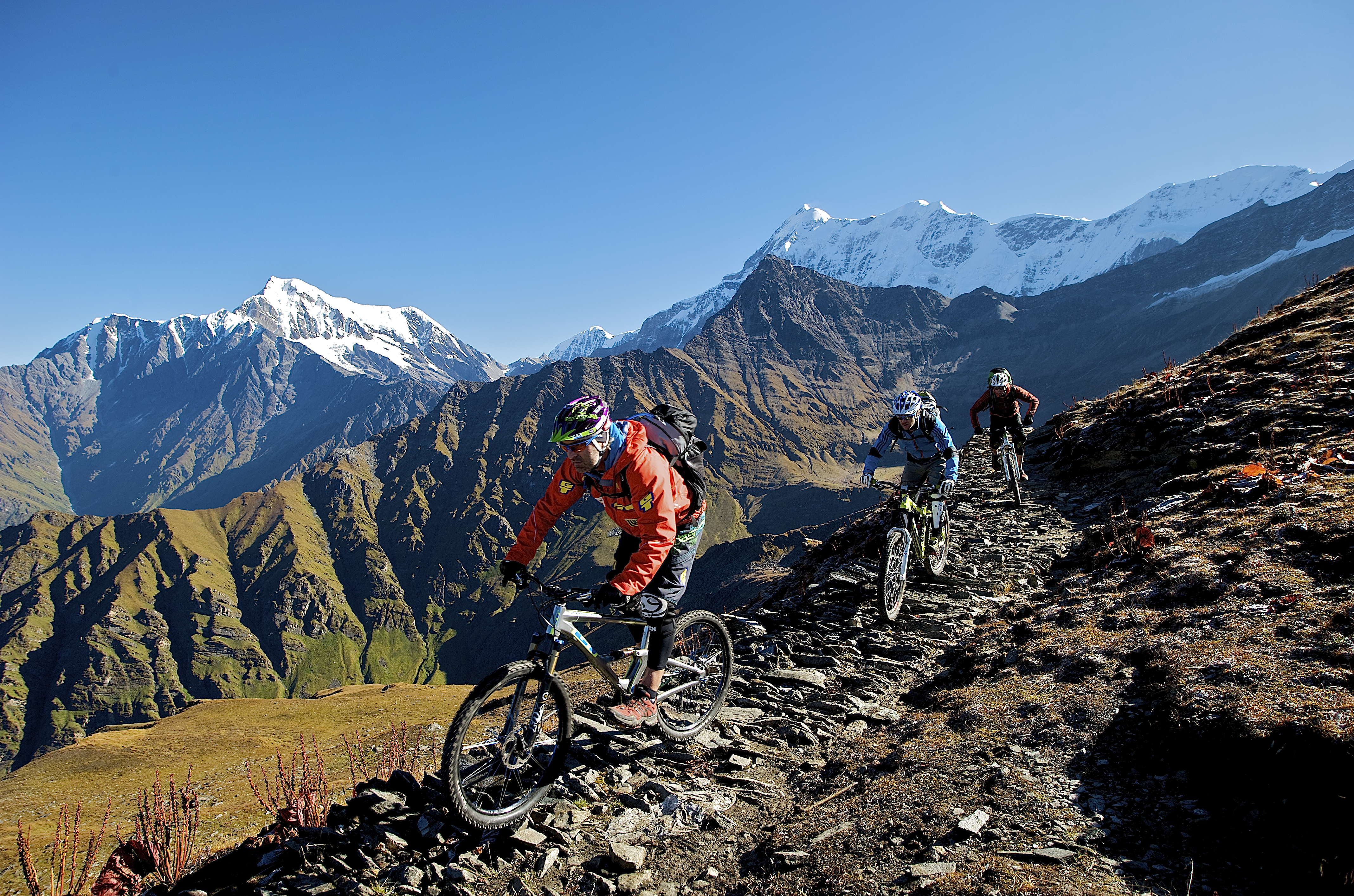
India Roop Kund Trek Himalayas
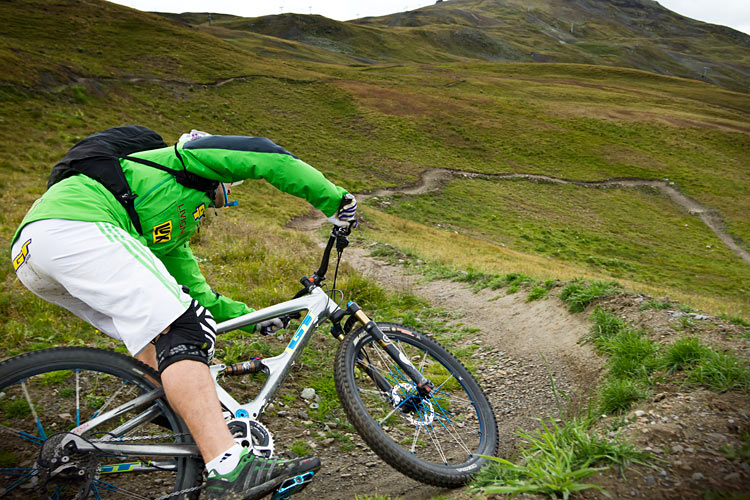
First ever Flow Country Trail Livigno, Italian Alps
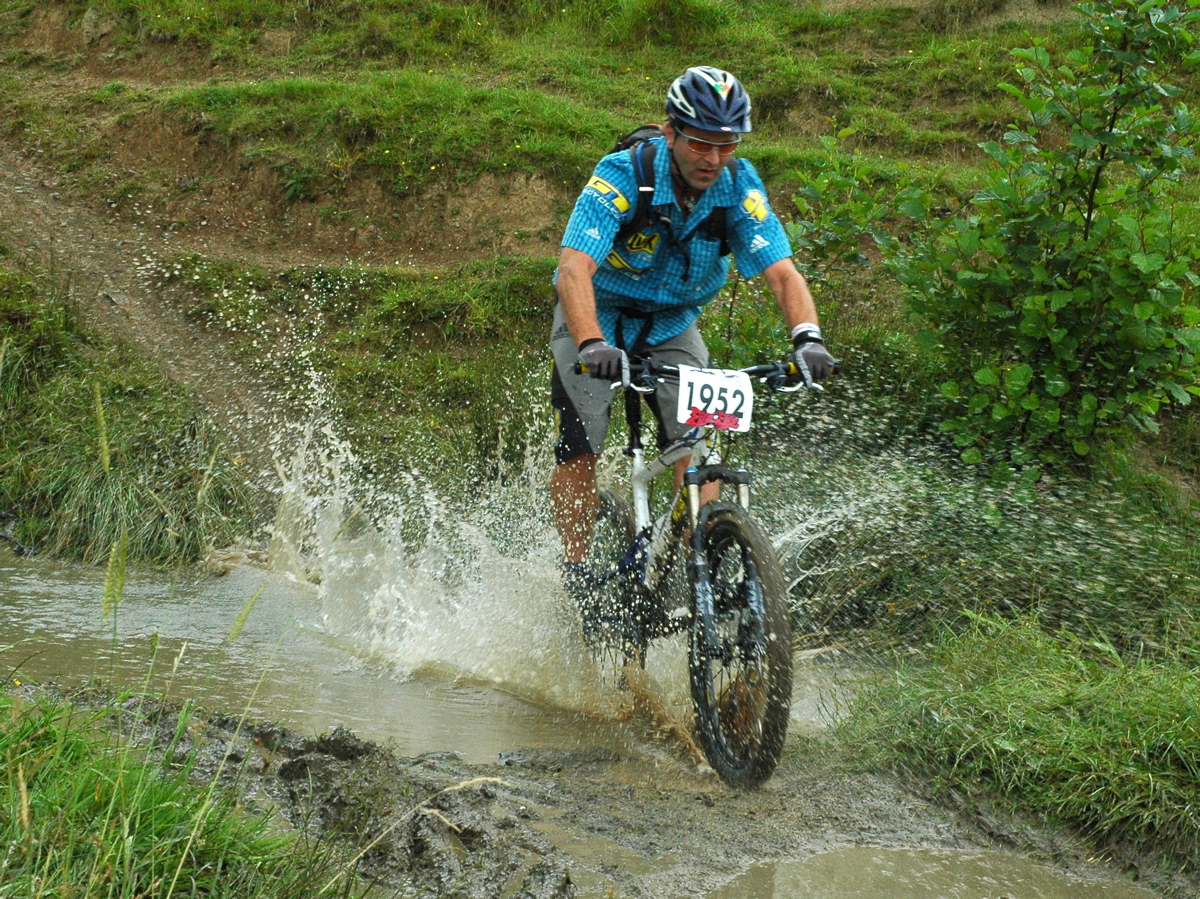
Hans Rey